# Sautusjärvi (Jukkasjärvi socken, Lappland)
Sautusjärvi är en sjö i Kiruna kommun i Lappland och ingår i Torneälvens huvudavrinningsområde. Sjön har en area på 24,4 kvadratkilometer och ligger 323,9 meter över havet. Sautusjärvi ligger i Torne och Kalix älvsystem Natura 2000-område. Sjön avvattnas av vattendraget Sautusjoki.

## Delavrinningsområde
Sautusjärvi ingår i det delavrinningsområde (753771-170387) som SMHI kallar för Utloppet av Sautusjärvi. Medelhöjden är 359 meter över havet och ytan är 82,71 kvadratkilometer. Räknas de 2 avrinningsområdena uppströms in blir den ackumulerade arean 105,89 kvadratkilometer. Sautusjoki som avvattnar avrinningsområdet har biflödesordning 2, vilket innebär att vattnet flödar genom totalt 2 vattendrag innan det når havet efter 369 kilometer. Avrinningsområdet består mestadels av skog (60 procent). Avrinningsområdet har 24,47 kvadratkilometer vattenytor vilket ger det en sjöprocent på 29,6 procent.

## Historia
Sautusjärvi är troligen den sjö som i gamla skattelängder omnämns som Sautthe Tresk (1559) eller Saudemus (1576). Sjön brukades av samer inom lappbyn Siggevara eller Lullebyn (Nederbyn), som omfattade den östra delen av Jukkasjärvi socken.